# Chissay-en-Touraine
Chissay-en-Touraine là một xã thuộc tỉnh Loir-et-Cher trong vùng Centre-Val de Loire miền trung nước Pháp.